# Schrikken (culinair)
Schrikken (rafraîchir) is een culinaire techniek waarbij tijdens de bereiding een heet gerecht in koud water wordt gedompeld, of omgekeerd, een koud gerecht in heet water.
Het schrikken gebeurt om verschillende redenen:
- een eitje (laten) schrikken: Een gekookt ei wordt onder de koude kraan gehouden om het nog zachte ei niet na te laten stollen. Het voorkomt het blauw worden van de dooier.
- peulvruchten: Aan bonen en erwten wordt tijdens het koken koud water toegevoegd, waardoor ze sneller gaar zouden zijn. Hoewel vaak toegepast, is het niet bewezen dat deze techniek werkt.
- tomaten: Door tomaten even in kokend water te houden, zijn ze eenvoudig te pellen, terwijl het vruchtvlees stevig blijft. Dit wordt ook wel ontvellen, plisseren of emonderen genoemd.
- groene groenten: Sommige, met name groene groenten, worden na het blancheren in ijswater gedaan. Ze behouden hierdoor hun knapperige structuur en hun groene kleur blijft behouden.
- vis: Het laten schrikken van vis gebeurt om de schubben gemakkelijk te verwijderen.